# Selenia adustaria
Selenia adustaria là một loài bướm đêm trong họ Geometridae.